# Dániel József
Dániel József (Budapest, 1921. január 25. – Budapest, 2011. április 27.) Munkácsy Mihály-díjas grafikus iparművész.

## Életpályája
Dániel József 1941-ben végzett az Iparművészeti Főiskola grafika szakán. 1960-tól önálló grafikus, főleg a híradástechnika,  műszer, jármű és szerszámgép ipartól kap megrendeléseket. 1969-ben Munkácsy Mihály-díjat kapott. Munkáinak zömét Zsoffay Róberttel együtt készítette. Ipari termékekre kiírt pályázatokon több hazai és külföldi díjat nyertek. Kiállításokon rendszeresen részt vett. Élete vége felé arculatok tervezésével és merkantil grafikával foglalkozott.